# Katho (motorfiets)
Katho is een historisch merk van motorfietsen.
De bedrijfsnaam was: Katho Motorradfabrik, Hamburg
Katho was een klein Duits merk dat motorfietsen met 198cc-zijklepmotoren maakte. Het ontstond in 1923 tegelijk met honderden andere kleine Duitse merken, die vooral inspeelden op de behoefte aan goedkoop vervoer in het naoorlogse Duitsland. Toen in 1925 meer dan 150 van deze merken weer verdwenen gebeurde dat ook met Katho.